# IC 227
IC 227 — галактика типу E (еліптична галактика) у сузір'ї Трикутник.
Цей об'єкт міститься в оригінальній редакції індексного каталогу.